# Geelpluimhoningeter
De geelpluimhoningeter (Lichenostomus melanops) is een zangvogel uit de familie Meliphagidae (honingeters).

## Kenmerken
De vogel is 16,5 tot 21 cm lang en weegt 16,6 tot 40 g. De ondersoort L. m. cassidix is 7 tot 17% langer en 40 tot 43% zwaarder dan de nominaat. De nominaat is geelgroen bovenop de kop en heeft een donker masker rond het oog. Deze zwarte veren hebben rond de oorstreek een duidelijk zichtbare, geel gekleurd uiteinde, een soort oorpluim. De kin en de keel zijn geel met fijne zwarte streepjes. De borst en buik zijn verder olijfkleurig lichtbruin met een gelige waas. Van boven is de vogel donker olijfbruin. De randen van de vleugelveren zijn geel. De poten zijn grijs en de snavel is zwart. De ondersoort L. m. cassidix is gemiddeld groter, het geel is feller van kleur, op de kruin is een duidelijke kuif en het zwart van het masker is groter dan bij de andere ondersoorten.

## Verspreiding en leefgebied
Deze soort is endemisch in Australië en telt vier ondersoorten:
- L. m. meltoni: van zuidoostelijk Queensland tot centraal Victoria.
- L. m. melanops: oostelijk Victoria en de kust van New South Wales.
- L. m. gippslandicus: zuidoostelijk Victoria.
- L. m. cassidix (Helmeted honeyeater) : het zuidelijke deel van Centraal-Victoria. Deze ondersoort heeft de status ernstig bedreigd op de rode lijst van de deelstaat Victoria.

## Status
De grootte van de populatie is niet gekwantificeerd maar de soort wordt omschreven als algemeen, met uitzondering van de bedreigde ondersoort cassidix. Op de Rode lijst van de IUCN heeft deze soort de status niet bedreigd.